# Вулиця Холодна (Львів)
Вулиця Холодна — вулиця у Шевченківському районі міста Львова, в місцевості Клепарів. Проходить поруч залізничної колії Львів-Рава-Руська. Біля станції Батарівка сполучається з вулицею Винниця. Сполучає останню з вулицею Кам'янкою.

## Історія та забудова
Вулиця виникла в межах міського села Клепарів під назвою Жечна. Після входження села до меж міста, у 1934 році отримала назву Хлодна. Під час німецької окупації, від 1943 року — Кюлеґассе. У липні 1944 року повернена передвоєнна назва — вулиця Холодна і з того часу не змінювалася.
В забудові вулиці Холодної переважає садибна 1930—2000-х років, а також є одноповерхова барачна забудова 1950-х років.